# Julmarichardia gutui
Julmarichardia gutui is een naaldkreeftjessoort uit de familie van de Metapseudidae. De wetenschappelijke naam van de soort is voor het eerst geldig gepubliceerd in 2007 door Ritger & Heard.